# Alophogaster melli
Alophogaster melli is een vlinder uit de familie Phaudidae. De wetenschappelijke naam van de soort is voor het eerst geldig gepubliceerd in 1925 door Hering.